# Белокрыльцевы
Белокрыльцевы или Белокрыльцовы — русский дворянский род.
В 1619 году Алексей Белокрыльцов жалован был на поместье грамотой. Других сведений, более древних времен, нет. Белокрыльцовы внесены в VI часть дворянской родословной книги.

## Описание герба
Щит рассечен и полупересечен на лазурь, червлень и золото. В лазури означена серебряная старинная пика, а на ней две стрелы, острием обращенные верхняя в левую сторону, а нижняя — в правую сторону. B червлёном поле изображена выходящая из облаков рука с мечом, а в нижней половине, в золотом поле, — дерево дуб.
На щите дворянский коронованный шлем. Нашлемник: три страусовых пера. Намёт на щите красный и голубой, подложенный золотом. Щит держат лев и белая лошадь. Герб рода Белокрыльцевых внесен в Часть 9 Общего гербовника дворянских родов Всероссийской империи, стр. 35.